# Серов, Егор Юрьевич
Егор Юрьевич Серо́в (псевдоним - Егор Ога̀рь) - кандидат технических наук, журналист, теле- и радиоведущий, актер озвучения, поэт, многократный лауреат российских и международных конкурсов, почётный академик Российской академии радио, член правления Российского книжного союза, член Союза журналистов России, автор книг «Черновик» (стихи), «Храм и война» (проза), "Как увлечь своего ребенка чтением книг" (2022), "Сто. Стихи и пародии" (2024), "Гора самоцветов. Сказки народов России. Изумрудная книга" (2025), "Гора самоцветов. Сказки народов России. Яхонтовая книга" (2025).

## Биография
Родился 7 февраля 1960 года, в Москве.
В 1982 году окончил энергомеханический факультет Московского государственного текстильного института (МГТИ) им. А. Н. Косыгина по специальности «Автоматизированные системы управления предприятиями». Четырьмя годами позже окончил аспирантуру МГТИ по специальности «Процессы и аппараты химической технологии». С 1982 по 1989 год работал на базе МГТИ инженером-математиком, младшим научный сотрудником. В 1988 году защитил кандидатскую диссертацию по теме «Повышение эффективности обеспыливания воздуха в производстве льняного волокна» (научное направление — газодинамика вихревых потоков).
- 1978—1987 — заместитель главного редактора многотиражной газеты «Студент текстильщик»;
- 1985—1986 — внештатный корреспондент газеты «Советская Россия»;
- 1989—1999 — коммерческий, финансовый, генеральный директор ряда предприятий;
- 1999—2001 — радио «Спорт FM», ведущий программ, руководитель программной службы ;
- 2001—2002 — музей-заповедник «Коломенское», заместитель директора;
- 2003—2005 — радио «Культура», начальник службы планирования и выпуска программ;
- 2005—2008 — радио «Сити FM», директор эфира;
- 2007 — автор вещательной концепции «Детского радио»;[5]
- 2008 — «Детское радио», главный редактор[6], актер озвучения, сценарист, автор циклов программ "Сейчас разовьюсь", "Для тех, кому за 7", "Радиотеатр. Цветной", "Музыка. Большая-пребольшая", "Как сказать по-русски?", "Соседи по планете", "Тихо, дети спят!", "Шла Саша по шоссе", "Скоро-скороговорки" и других.
- 2008 — автор литературно-познавательной концепции вещания радио «Звезда»;
- 2008—2014 — радио "Звезда", генеральный продюсер[7], актер озвучения, сценарист, автор проектов и циклов программ „Вечер короткого рассказа“, „Ночная радиокнига“, „Озвучиваем по Вашей просьбе“, „Теперь буду знать!“, „Вот, что происходит!“, „Была история“, „Есть… Что рассказать“, „Моя Россия. Радиопутешетвие“, „Интересное кино“, „Исторические заметки“, „История в письмах и воспоминаниях“, „Курсивом“, „Несостоявшееся интервью“, „Как мы устроены?“, „Обещание деду“, „Радиограмма“, „Арсенал", "Оружие, которое защищает Россию“, „Тайное и неизведанное“, „Слова особого назначения“, „Операции специальных подразделений“, „Письма. Документы войны“, „Разведчики прошлого“, „Я помню то, чего не видел“, „Парады Победы“, „Каким он парнем был“, „Дело техники“, „История награды“, „Личный состав“, „Секретный полигон“, „Строго по тексту“ и других.
- 2009 - 2019 - ведущий мероприятий в Кремле и комментатор телевизионной трансляции[8] военно-музыкального фестиваля „Спасская башня“;
- 2013 — 2024 автор вещательной концепции и главный редактор радио «Книга».[9][10] Автор проектов и циклов программ „Авторское право“, „Герои и персонажи“, „Экслибрис“, „Закладка“, „Такие старые слова“, „Родная речь“, „Иллюстрация“, „Читаем музыку“, „Книжный переплёт“, „Предисловие“, „Сберегательная книжка“, „Журнальный вариант“, „Папирус“, „Давно прочитанные письма“, „Научно, но популярно“, „Первоисточник“, „Путеводитель“, „Типографская краска“, „Хронология“, „Энциклопедия“, „Этого дня вдохновение“, „Забытые писатели России“ и других.
- 2019 - руководитель проекта "Забытые писатели России".
- 2020—2021 - руководитель и голос проекта "Рассказы о России"[11][12]
- 2023 — руководитель и автор циклов программ о русском языке "Компетенции коллабораций, или мусор в нашей речи", "Вначале было слово", "Ударим правильно!", "Дайте Родину мою!".
- 2024 - 2025 - Главный редактор направления аудио медиагруппы "Красный квадрат", сценарист, актёр озвучения.
- 2015 - 2024 - Автор и ведущий книжной рубрики в программе Утро России на телеканале Россия 1.[13]

В настоящее время:
- Автор и ведущий программы о книгах "Почитаем!" на ОТР (Общественном телевидении России).

## Аудиокниги в исполнении Егора Серова
Только на радио с 2010 по 2020 год Серовым Е.Ю. озвучено более 10 тысяч фонограмм. Три "Золотых микрофона“ им получены „За лучшее художественное чтение на российском радио“.

Из интервью с Егором Серовым:
...Юрий Бондарев когда-то давно сказал мне после прослушивания его „Мгновений“ в моем исполнении, что сначала он забыл, кто читает, потом забыл, кто написал, а потом — бегал, стрелял, сопереживал услышанному. И даже только ради этого мне стоило заниматься озвучением.
Ирина Денисова, обозреватель литературно-публицистического журнала «Клаузура»:
...Блестящий чтец прекрасно читает стихи, рассказывает сказки, озвучивает художественную, историческую, биографическую литературу и может так передать разговор ёжика с муравьём, что у слушающих выступят слёзы.
Озвученные книги:
- А.Пушкин «Путешествие в Арзрум».
- К.Паустовский «Повесть о жизни».
- Паоло Коэльо «Хиппи».
- Е.Водолазкин «Лавр».
- Л.Чарская «Сказки».
- С.Гончаренко «Сны белой собаки».
- Ф.Искандер «Рассказы».
- Э.Успенский «Зима в Простоквашино», «Чебурашка уходит в люди», «Гена и грабители», «Гена в отпуске».
- В.Бутромеев Серии Всемирная история в лицах. Великие мыслители. Великие писатели, художники, композиторы. Великие правители России. (9 томов).
- Екатерина II Мемуары. Письма.
- И.Забелин «Минин и Пожарский. Прямые и кривые смутного времени».
- М.Загоскин «Рославлев, или Русские в 1812 году».
- А.Куприн «Куст сирени».
- Вадим Зеланд «Пища силы».
- Саймон Беккет «Мертвые не лгут».
- Ю.Бондарев «Мгновения».
- Советская проза. Рассказы.
- Айзек Азимов. Рассказы.
- Р.-Л.Стивенсон «Четыре года на Самоа».
- Джон Дуглас, Марк Олшейкер «Охотник за разумом».
- Ю.Казаков. «Рассказы».
- Г.Алексеев «Мария Гамильтон», «Иные глаза», «Сады».
- М.Сеславинский «Частное пионерское».
- В.Пикуль «Исторические миниатюры» (6 книг).
- Клайв С.Льюис «Хроники Нарнии» (7 повестей).
- Агата Кристи «Печальный кипарис», «Ранние дела Пуаро» и др. (18 книг).
- РассказыОРоссии.рф

и многие другие.
____
Аудиокниги на ресурсе "Storytel".
Аудиокниги на ресурсе "Ардис".
Аудиокниги на ресурсе "7 книг".
Аудиокниги на ресурсе "Книга в ухе".
Аудиокниги на ресурсе "Все книги".

## Награды

### Государственные и ведомственные награды
- Медаль Ордена за заслуги перед Отечеством" II степени (2020)[17][18];
- Благодарственное письмо Президента России — за большой вклад в подготовку и проведение социально значимых мероприятий всероссийского уровня (2018);
- Медаль "В память 200-летия со дня рождения А.Н.Островского" (2024);
- Медаль Министерства Обороны России «Памяти героев Отечества» (2019);
- Памятный знак Министерства Обороны России «100 лет Константину Симонову» (2016);
- Почётная грамота Министерства цифрового развития, связи и массовых коммуникаций — за большой вклад в развитие отечественного радиовещания (2020);
- Благодарность Федерального агентства по делам молодежи и «Роспатриотцентра» (2016—2018);
- Благодарность Федерального агентства по делам молодежи и «Роскультцентра» (2018);
- Благодарственное письмо руководителя Федерального агентства по делам молодежи (2019).
- Диплом лауреата "Лучшая книга журналиста 2022 года" (Министерство цифрового развития, связи и массовых коммуникаций).

### Общественные награды
- Лауреат национальной премии в области радиовещания «Радиомания» с вручением «Золотого микрофона»[19]. Обладатель 18 микрофонов (2008, 2010—2014, 2016—2019);
- Лауреат премии «Медиа-менеджер» России (2008 и 2018);[20][21]
- Диплом Правительства республики Северная Осетия-Алания за победу в конкурсе журналистского мастерства «Слава России» (2011);
- Благодарственное письмо Центра национальной славы и Фонда апостола Андрея Первозванного (2011);
- Серебряная медаль конкурса СМИ «Патриот России» (2015);
- Золотая медаль конкурса СМИ «Патриот России» (2016);[22]
- Лауреат премии «Terra Incognita»[23] — за уникальные достижения в области культуры и неустанный труд по сохранению многообразия культурного и научного пространства (2017);
- Лауреат премии «Ревизор» Федерального агентства по печати и массовым коммуникациям, Российского книжного союза и журнала «Книжная индустрия» (2017);[24]
- В разные годы — лауреат и дипломант конкурсов и фестивалей «Слава России», «Щит России», «Вечные ценности в зеркале СМИ», «Отечество», «Победа! Сквозь годы и поколения…», «Вертикаль» и других.